# اسمرالدا سانتیاگو
اسمرالدا سانتیاگو (انگلیسی: Esmeralda Santiago؛ زادهٔ ۱۷ مهٔ ۱۹۴۸) نویسنده، هنرپیشه اهل پورتوریکو است.